# Tannersville
Tannersville és una població dels Estats Units a l'estat de Nova York. Segons el cens del 2000 tenia 448 habitants.

## Demografia
Segons el cens del 2000, Tannersville tenia 448 habitants, 216 habitatges, i 114 famílies. La densitat de població era de 155,8 habitants per km².
Dels 216 habitatges en un 20,8% hi vivien nens de menys de 18 anys, en un 39,4% hi vivien parelles casades, en un 7,9% dones solteres, i en un 46,8% no eren unitats familiars. En el 40,3% dels habitatges hi vivien persones soles el 16,2% de les quals corresponia a persones de 65 anys o més que vivien soles. El nombre mitjà de persones vivint en cada habitatge era de 2,07 i el nombre mitjà de persones que vivien en cada família era de 2,8.
Per edats la població es repartia de la següent manera: un 19,4% tenia menys de 18 anys, un 6% entre 18 i 24, un 24,3% entre 25 i 44, un 29,5% de 45 a 60 i un 20,8% 65 anys o més.
L'edat mediana era de 45 anys. Per cada 100 dones de 18 o més anys hi havia 99,4 homes.
La renda mediana per habitatge era de 28.500 $ i la renda mediana per família de 37.500 $. Els homes tenien una renda mediana de 27.708 $ mentre que les dones 27.000 $. La renda per capita de la població era de 15.318 $. Entorn del 10,7% de les famílies i el 18,5% de la població estaven per davall del llindar de pobresa.